# Westerwalsede
Westerwalsede er en kommune med godt 700 indbyggere (2013) i Samtgemeinde Bothel i den sydøstlige del af Landkreis Rotenburg (Wümme), i den nordlige del af den tyske delstat Niedersachsen.

## Geografi
Westerwalsede ligger vest for Kirchwalsede i en nordvestlig udløber af den til Stader Geest hørende Achim-Verdener Geest.

### Inddeling
I kommunen Westerwalsede ligger landsbyerne og bebyggelserne:
- Westerwalsede
- Westerwalsede (station)
- Süderwalsede
- Rahnhorst

### Nabokommuner
- Kirchwalsede
- Kirchlinteln (Landkreis Verden)
- Ahausen
- Rotenburg (Wümme)